# علي فرزات
علي فرزات فنان رسام كاريكاتير سوري ولد في حماة عام 1951. هو فنان كاريكاتير عالمي فاز بعدد ممن الجوائز الدولية والعربية. نشرت رسوماته في العديد من الصحف السورية والعربية الأجنبية. أصدر في عام 2000 صحيفة خاصة «الدومري» الساخرة.
وحصل فرزات على ترخيص باصدار جريدة «الدومري» في عام 2001 وكان ذلك أول ترخيص يعطى لصحيفة مستقلة في سوريا منذ 1963 وشهدت رواجا كبيرا منذ بدء صدورها مع طبع 60 الف نسخة، الا انه نتيجة بعض المشاكل مع السلطات توقفت الجريدة عن الصدور بعد أن تم سحب الترخيص منه في عام 2003.
وأسس فرزات صالة للفن الساخر التي اتخذت من مقر جريدة الدومري موقعا لها لتكون استمرارا لفكرها معتمدا على النجاح الذي حصدته الجريدة لدى الجمهور الذي نقلت همومه وعكست واقعه وكانت لسان حاله.
وفاز علي فرزات بعدد من الجوائز الدولية والعربية، منها الجائزة الأولى في مهرجان صوفيا الدولي في بلغاريا (1987)، وجائزة الأمير كلاوس الهولندية (2003).
وقد اقام معرضا في معهد العالم العربي في باريس (1989)، ونشرت رسوماته في العديد من الصحف السورية والعربية الاجنبية.
في 25 آب 2011 تعرض أثناء عودته من مكتبه للضرب المبرح من قبل ملثمين، وقد تم التركيز على وجهه واصابعه. وقد عرف برسوماته الجريئة والتي تنتقد النظام السوري.
في 27 أكتوبر 2011، اختاره البرلمان الأوروبي مع أربعة مواطنين عرب آخرين للفوز بجائزة ساخاروف لحرية الفكر.

## النشأة والعمل
ولد علي فرزات ونشأ في مدينة حماة وسط سوريا في 22 يونيو 1951،  وفي سن الثانية عشرة 1963 بدأ ينشر رسومه بشكل احترافي على الصفحة الأولى في «صحيفة الأيام» قبل فترة وجيزة من قيام حزب البعث الحاكم بحظرها،  وفي 1969 بدأ يرسم الرسوم الكاريكاتورية لصحيفة الثورة اليومية الحكومية، التحق علي بكلية الفنون الجميلة بجامعة دمشق في 1970 وترك الكلية في 1973،  وفي منتصف السبعينيات انتقل إلى صحيفة تشرين اليومية الحكومية. 
كان أول اعتراف دولي به في عام 1980 عندما فاز بالجائزة الأولى في «مهرجان انترجرافيك الدولي» في العاصمة الألمانية برلين، وبدأت رسومه تظهر في صحيفة لوموند الفرنسية،  تسبب معرضه الذي أقامه في 1989 في معهد العالم العربي في باريس بفرنسا إلى تهديده بالقتل،  ومُنع من دخول العراق والأردن وليبيا،  وكانت إحدى رسوماته التي أثارت جدل واسع بعنوان «الجنرال والديكورات» حيث رسم فيها جنرالاً يوزع الأوسمة العسكرية بدلاً من الطعام لمواطن عربي جائع. 
التقى فرزات بالرئيس السوري بشار الأسد قبل رئاسته في عام 1996، وطبقاً لفرزات "ضحك بشار في الواقع على بعض الرسوم الكاريكاتورية وتحديداً على تلك التي تظهر أشخاص يستهدفون عناصر الأمن وكان حوله مجموعة من عناصر الأمن حيث التفت إليهم وقال:"إنه يسخر منكم، ما رأيكم؟" بعد ذلك أصبحا أصدقاء. بدأ فرزات بنشر دورية مستقلة في ديسمبر 2000 بعنوان "الدومري"، وهي أول دورية مستقلة في سوريا منذ وصول حزب البعث إلى السلطة في 1963، استندت الصحيفة إلى السخرية السياسية وصُممت بطريقة مشابهة للصحيفة الأسبوعية الفرنسية "لو كانار إنشايني"، صدر العدد الأول منها في فبراير 2001 وبلغت مبيعاتها 50 ألف نسخة في أقل من أربع ساعات، نال "جائزة الأمير كلاوس" الهولندية المرموقة عن "إنجازه في الثقافة والتنمية" في 2002، وبحلول 2003 أُجبرت الصحيفة على الإغلاق بسبب الرقابة الحكومية المتكررة ونقص التمويل،  وقد أُطلق عليه لقب "أحد أشهر الشخصيات الثقافية في العالم العربي"،  وحصل فرزات في ديسمبر 2012 على "جائزة جبران تويني" في لبنان.

### الثورة السورية
خلال الثورة السورية كان فرزات أكثر صراح في رسومه الكاريكاتورية المناهضة للحكومة، حيث استهدفت رسوماته الشخصيات الحكومية خاصة الأسد، وفي أعقاب سقوط طرابلس في أواخر أغسطس 2011 في يد القوات المناهضة للحكومة الذين يسعون للإطاحة بالزعيم الليبي معمر القذافي نشر فرزات رسما كاريكاتورياً يصور بشار الأسد مُتعرقًا ويمسك حقيبة وهو يركض لركوب مع القذافي الذي يقود سيارة بسرعة، ومن الرسوم الكاريكاتيرية الأخرى التي نشرها فرزات رسمًا يُظهر بشار الأسد مرتديًا زيًا عسكريًا يستعرض صورته، ويمد ذراعه أمام المرآة حيث يُظهر انعكاس المرآة أن الأسد شخصية عضلية مهيمنة تتناقض مع قوامه النحيف الفعلي.
في 25 أغسطس 2011 تداولت الصحف أنباء عن قيام مُسلحين مُلثمين بسحب فرزات من سيارته في ساحة الأمويين في وسط دمشق، ويعتقد أن المسلحين جزء من قوات الأمن والمليشيات الموالية للحكومة، حيث أعتدوا عليه وركزوا على إصابة يديه بشكل كبير، وألقوا به على جانب الطريق حتى وجده المارة ونقلوه إلى المستشفى،    وطبقاً لأحد أقاربه فقد كسرت قوات الأمن كلتا يديه وأنها أخبرته بأن هذا «مجرد تحذير»،  بينما أفاد شقيقه «أسعد» أن علي قد أُختطف من منزله حوالي الساعة الخامسة صباحًا على يد خمسة مسلحين ثم قادوه إلى طريق المطار بعد أن أنهالوا عليه بالضرب الوحشي، وأن المسلحون حذروه من «التهكم على قادة سوريا»، فيما أفادت لجنة التنسيق المحلية أن المهاجمين صادروا حقيبته ورسوماته الموجودة فيها. 
رداً على أنباء حادثة فرزات أعرب أعضاء المعارضة السورية عن غضبهم، وقام العديد من النشطاء على الإنترنت بتغيير صورة ملفهم الشخصي على فيسبوك بصورة فرزات في المستشفى تضامناً معه،  وأثارت الحادثة تضامن واسع من رسامي الكاريكاتير في العالم العربي والعالم، فيما رسم «وليد طاهر» في صحيفة الشروق المصرية خريطة للعالم العربي بوجه يخرج من سوريا وهو يصرخ «يضربون علي فرزات يا عالم!»، ونشرت «المصري اليوم» رسمًا كاريكاتوريًا يظهر فيه رجل مبتور اليدين متفاجئاً من تخمين شخص آخر أنه رسام كاريكاتير، وفي صحيفة «الأخبار اللبنانية» اليومية نشر «نضال الخيري» رسمًا كاريكاتوريًا يصور يد فرزات المكسورة وهي تتعرض للطعن من قبل ثلاثة رجال أمن أصغر من حجم يده مع تسمية توضيحية تقول «أيدي الناس فوق أيديهم»، بينما رسم البرازيلي الشهير كارلوس لطوف بندقية بفوهة قلم تلاحق الأسد.
نددت الولايات المتحدة بالهجوم الذي وصفته بالوحشي،  ويرى محلل الشؤون العربية في بي بي سي إن ضرب فرزات علامة على أنه لا يوجد أي تسامح مع المعارضة،  وقبل شهر واحد عُثر على إبراهيم القشوش مؤلف أغنية شعبية مناهضة للحكومة ميتًا وقد قُطعت حباله الصوتية. 
بعد الهجوم صرح فرزات بأنه غير مُتأكد من أن الأسد قد أمر بالاعتداء عليه، وأنه سيستمر في انتقاد الأسد. 

### الأسلوب
تتمحور رسومات فرزات حول مواضيع تتضمن انتقاد البيروقراطية والفساد والنفاق داخل الحكومة والنخبة الثرية، واشتهرت رسوماته التي لا تحتوي على تسميات توضيحية لانتقاداتها اللاذعة ولتصويرها أنواعًا وليس أفرادًا،  ونال احترام العديد من العرب من خلال رسومه الكاريكاتورية المقطوعة بينما أثار حفيظة حكوماتهم،  ومنذ بدء الانتفاضة في سوريا بدأ فرزات في تصوير شخصيات فعلية في رسومه الكاريكاتورية ومنهم الرئيس السوري بشار الأسد. 

### المجموعات
- «قلم من صلب دمشق: الرسوم الكاريكاتورية السياسية لرجل عربي (2005)» نشرته مطبعة كوني برس.

## للإطلاع أكثر
- رسام الكاريكاتير يعطي سوريا خطا جديدا في الحرية بقلم براين ويتاكر، الثلاثاء 3 أبريل 2001، الغارديان.
- أمل في حرية الإعلام في سوريا، دان إسحاق، 25 مارس 2005، بي بي سي.
- «أنا لا أوافق»، بقلم حسن عبد الله، 29 يونيو 2007، نيوزويك.
- العقد الضائع: حالة حقوق الإنسان في سوريا خلال السنوات العشر الأولى من حكم بشار الأسد، 16 يوليو 2010، هيومن رايتس ووتش.
- تعرض رسام كاريكاتير مشهور للضرب في سوريا، حسب نشطاء، 25 أغسطس 2011، الآن لبنان.
- فرزات في عرين الأسد، 17 أكتوبر 2011، مايكل نيتزر.
- رسام الكاريكاتير السوري علي فرزات يروي محاولة اغتياله بعد انتقاده للرئيس الأسد، MEMRITV، مقطع رقم 4299، 2 يونيو 2014.
- الموقع الرسمي لـ علي فرزات